# 1820
Промислова революція •  Російська імперія • Боротьба країн Латинської Америки за незалежність.

## Геополітична ситуація
У Росії царює імператор Олександр I (до 1825). Російській імперії належить більша частина України, значна частина Польщі, Грузія, частина Закавказзя, Фінляндія. Україну розділено між двома державами — Королівство Галичини та Володимирії належить Австрії, Правобережжя, Лівобережжя та Крим — Російській імперії. Задунайська Січ існує під протекторатом Османської імперії.
В Османській імперії править султан Махмуд II (до 1839). Під владою османів перебувають Близький Схід та Єгипет, Середземноморське узбережжя Північної Африки, частина Закавказзя, значні території в Європі: Греція, Болгарія і Сербія. Васалами османів є Волощина та Молдова.
Австрійську імперію очолює Франц II (до 1835). Вона охоплює, крім власне австрійських земель, Угорщину з Хорватією, Трансильванію, Богемію, Північну Італію. Король Пруссії — Фрідріх-Вільгельм III (до 1840). Баварське королівство очолює Максиміліан I (до 1825). Австрія, Пруссія, Баварія та інші німецькомовні держави об'єднані в Німецький союз.
У Франції править Людовик XVIII (до 1824). Франція має колонії в Карибському басейні, Південній Америці та Індії. На троні Іспанії сидить Фернандо VII (до 1833). Королівству Іспанія належать Нова Іспанія, Віцекоролівство Перу, Внутрішні провінції в Америці, Філіппіни. Повсюди в Латинській Америці триває національно-визвольна боротьба. Об'єднані провінції Ріо-де-ла-Плати, Велика Колумбія та Чилі проголосили незалежність від іспанської корони. У Португалії королює Жуан VI (до 1826). Португалія має володіння в Бразилії, в Африці, в Індії, в Індійському океані й Індонезії.
На троні Великої Британії Георга III змінив Георг IV (до 1830). Британія має колонії в Північній Америці, на Карибах та в Індії. Королівство Нідерланди очолює Віллем I (до 1840). Король Данії та Норвегії — Фредерік VII (до 1863), на шведському троні сидить Карл XIV Юхан Бернадот (до 1844). Італія розділена між Австрією та Королівством Обох Сицилій. Існує Папська держава з центром у Римі.
Сполучені Штати Америки займають територію частини колишніх британських колоній та купленої у Франції Луїзіани. Посаду президента США обіймає Джеймс Монро. Територія на півночі північноамериканського континенту належить Великій Британії, вона розділена на Нижню Канаду та Верхню Канаду, територія на півдні та заході континенту належить Іспанії.
В Ірані при владі Каджари. Британська Ост-Індійська компанія захопила контроль майже над усім Індостаном. У Пенджабі існує Сикхська держава. У Бірмі править династія Конбаун, у В'єтнамі — династія Нгуєн. У Китаї володарює Династія Цін. В Японії триває період Едо.

## Події

### В Україні
- У Тернополі засновано гімназію єзуїтів.
- Почалися виступи опришків на чолі з Мироном Штолюком у Східній Галичині та Північній Буковині.

### У світі
- 1 січня Рафаель Рієго-і-Нуньєс підняв в Іспанії повстання в експедиційному корпусі, який очікував у Кадисі відправку до Латинської Америки. Він проголосив відновлення Кадиської конституції 1812 року.
- 29 січня у Віндзорському палаці помер король Великої Британії Георг III, корона перейшла до його сина Георга IV.
- 20 лютого Британський парламент вирішив послати ескадру військових кораблів до Сингапуру для керування воєнними діями проти Китаю, які згодом дістануть назву Першої опіумної війни.
- 23 лютого губернатори Буенос-Айресу, Ентре-Ріос і Санта-Фе підписали договір у селищі Пілар про закінчення воєнних дій і збереження Об'єднаних провінцій Південної Америки.
- 27 лютого асамблея Нової Гранади в Боготі схвалила рішення Ангостурського конгресу про об'єднання з Венесуелою в республіку Велика Колумбія.
- 7 березня після повстання в Мадриді Король Іспанії Фердинанд VII повідомив про відновлення конституції 1812 року і скликання кортесів.
- 15 березня штат Мен увійшов до складу США 23 штатом.
- 2 липня в місті Нола поблизу Неаполя почалося повстання карбонаріїв.
- 24 серпня в Португалії повстав гарнізон міста Порту — почалася Португальська революція.
- 15 вересня в Португалії перемогла Революція. Утверджена конституційна монархія.
- 8 жовтня під натиском антиурядових повстань повалено Королівство Гаїті — країна стала Республікою Гаїті.

### Наука
- Андре-Марі Ампер встановив зв'язок між магнітними й електричними явищами.
- Відкриття законів Біо-Савара і Біо-Савара-Лапласа.
- Винахід лінзи Френеля.
- 28 січня експедиція під керівництвом Беллінсгаузена і Лазарєва відкрила Антарктиду.

### Культура
- Вальтер Скотт опублікував історичний роман «Айвенго» 1819 року, але книга датована 1820.
- Олександр Пушкін опублікував поему «Руслан і Людмила».
- Адам Міцкевич написав «Оду молодості».
- Людвіг ван Бетховен написав Сонату № 30.
- На острові Мілос відкопали статую Венери.
- Знайдено статую єгипетського фараона Рамзеса II.

## Народились
Дивись також Категорія:Народились 1820
- 14 березня — Віктор Емануїл II, король Сардинії, перший король об'єднаної Італії (1861–1878)
- 12 травня — Флоренс Найтінгейл, британська медсестра, засновниця перших курсів сестер милосердя в Великій Британії; в її честь 12 травня відзначається як Міжнародний день медичних сестер
- 28 листопада — Фридрих Енгельс, один з засновників марксизму

## Померли
Дивись також Категорія:Померли 1820
- 27 березня — Герхард фон Кюгельген, німецький живописець-класицист, майстер портрета та мініатюри.